# مانوئل آلوارز براوو
مانوئل آلوارز براوو (اسپانیایی: Manuel Álvarez Bravo‎; زاده ۴ فوریهٔ ۱۹۰۲ – درگذشته ۱۹ اکتبر ۲۰۰۲) یک عکاس اهل مکزیک بود.

## فعالیت هنری
او اولین عکاس هنری تأثیرگذار مکزیک و مهمترین چهره عکاسی قرن بیستم آمریکای لاتین شناخته می‌شود. او در مکزیکوسیتی به‌دنیا آمد و رشد کرد. هرچند او کلاس‌های هنری آکادمی سن کارلوس را پیگیری می‌کرد، عکاسی را خود آموخت.
مانوئل آلوارز براوو در سالهای ۱۹۲۰ تا ۱۹۹۰ به عکاسی پرداخت و اوج کار هنری او مربوط به دهه ۲۰ تا ۵۰ میلادی است.
ویژگی کاری مانوئل به عنوان یک عکاس، عکسبرداری از موضوعات عادی به شیوه‌ای آمیخته به طنز یا سوررئال بود. کارهای نخستین او تحت تأثیر اروپائیان بود، اما به زودی تحت تأثیر جنبش مورالیسم مکزیکی یا نقاشی دیواری مکزیکی و فشارهای فرهنگ عمومی و سیاستِ وقت برای بازتعریفِ هویت مکزیکی قرار گرفت. او از بکارگیری عناصر کلیشه‌ای و هنرهای زیبا در عکاسی امتناع می‌کرد.
تعداد زیادی نمایشگاه از کارهای مانوئل برپا شد و او تعداد زیادی جایزه، اغلب پس از ۱۹۷۰ کسب کرد. از جمله او برندهٔ جوایزی همچون کمک‌هزینه گوگنهایم شده‌است.